# Stefan Szczygłowski
Stefan Szczygłowski (ur. 3 września 1952 w Radomsku) – polski poeta i prozaik; członek Stowarzyszenia Pisarzy Polskich oddz. w Krakowie, redaktor prasowy i telewizyjny, wieloletni felietonista Gazety Radomszczańskiej (pod pseudonimami steszcz, sts, s.), oraz wieloletni redaktor Serwisu Informacyjnego NSZZ Solidarność Małopolska w Krakowie, współpracował z „Niedzielą” i „Naszym Dziennikiem”, „Czasem Krakowskim” i „Depeszą”. Absolwent filozofii na Uniwersytecie Jagiellońskim, współtwórca Akademickiego Ruchu Odnowy, współpracownik i sympatyk Niezależnego Zrzeszenia Studentów, represjonowany przez SB w czasach studenckich.

## Życiorys
Dzieciństwo i młodość spędził w Radomsku. Tam też ukończył szkołę średnią. W latach 1976–1981 studiował filozofię na Uniwersytecie Jagiellońskim w Krakowie. Represjonowany w czasach PRL-u – w zestawieniu opracowanym na podstawie komunikatów KOR represjonowanych w latach 1976–1980 przez Stowarzyszenie Wolnego Słowa nr 1539. Był nauczycielem akademickim na Akademii Medycznej w Krakowie, prowadził zajęcia z filozofii, socjologii i nauk politycznych, uczył w szkołach średnich i podstawowych. Po ukończeniu studiów z oligofrenopedagogiki pracował kilka lat z dziećmi specjalnej troski. W latach 2006–2009 stały felietonista telewizji NTL w Radomsku.

## Twórczość literacka
Debiutował w roku 1972 comiesięcznym drukiem wierszy w czasopiśmie „Radar”, następnie w „Nowy Wyraz”, „Poezja” i „Kultura”. Jego wiersze zostały zauważone i oceniane podczas redakcyjnych paneli. W 1981 r. drukował swoje wiersze w „Twórczości” wraz z Tadeuszem Różewiczem. W tym też roku debiutował tomikiem wierszy Zasłony Wydawnictwa Literackiego w Krakowie, który został zauważony w „Roczniku Literackim” przez Ryszarda Matuszewskiego. Poza cenzurą wydał dwie książki – Kraj (1988) i Przypadek (1990) w Krakowie. Przypadek został specjalnie zilustrowany przez Andrzeja Mleczkę. Wcześniej, bo w 1981 roku ukazał się „Almanach młodych” wydany w 1981 roku z okazji 35-lecia Koła Młodych przy ZLP, którego był członkiem, a w którym jego blok wierszy był najobszerniejszym. Znajdowała się tam też jego proza. W 1994 zdobył „Grand Prix” na Ogólnopolskim Konkursie Poetyckim „Dać Świadectwo” organizowanym przez Śródmiejski Ośrodek Kultury w Krakowie, którego efektem był tomik wierszy Płot. W roku 2001 wydał dwa tomiki wierszy – Co ci Wydawnictwo „Plus” w Krakowie i No właśnie wydanym przez Fundację Inicjatyw Kulturalnych w Radomsku. W 2003 roku wydał obszerny tom wierszy Przed Po Kraków, a w 2005 książkę prozatorską Pl.iplok. Rok później ukazał się tomik wierszy Mgła pozytywnie oceniona w „Odrze” przez Karola Maliszewskiego. W 2007 wydał eksperymentalną powieść (toposową) Zaharapka. Dziesiątki jego wierszy było publikowanych w wielu pismach literackich i kulturalno-artystycznych takich jak: „Topos”, „Czas Kultury”, „Twórczość”, „Pracownia”, „Fraza” i innych. W 1998 jego wiersze były przetłumaczone na języki: czeski, angielski i niemiecki, a jego wspólne z kilkoma innymi poetami spotkania autorskie odbyły się na Uniwersytecie w Ołomuńcu oraz w Pradze i Norymberdze. Zajmuje się również poezją religijną; na Festiwalu Poezji Religijnej w Ludźmierzu 1996 roku zdobył nagrodę główną.

## Nagrody i wyróżnienia
- stypendium Miasta Krakowa w 1988
- wyróżnienie Fundacji Polcul (Polcul Foundation) z Australii w 1991
- nagroda główna w II Ogólnopolskim Konkursie Poetyckim “Dać świadectwo” w 1994
- nagroda główna w IV Ogólnopolskim Konkursie Poezji Religijnej im. ks. prof. Józefa Tischnera w Ludźmierzu w 1996 r.

## Publikacje

### Poezja
- Zasłony (wyd 1981, ISBN 83-08-00714-7)
- Kraj (wyd 1988, poza cenzurą)
- Przypadek (wyd 1990, poza cenzurą)
- Płot (wyd 1994, ISBN 83-85104-62-3)
- Co ci (wyd 2001, ISBN 83-88799-02-9)
- No właśnie (wyd 2001, ISBN 83-902137-5-3)
- Przed Po (wyd 2003, ISBN 83-89186-85-3)
- Mgła: wiersze porąbane (wyd 2006, ISBN 83-7490-003-2)

### Proza
- Pl.iplok (wyd 2005, ISBN 83-89707-47-0)
- „Zaharapka”, czyli Ściema hip-hopowa (wyd 2007, ISBN 978-83-7490-074-4)